# Montsalvat
 (octobre 2016).
Si vous disposez d'ouvrages ou d'articles de référence ou si vous connaissez des sites web de qualité traitant du thème abordé ici, merci de compléter l'article en donnant les références utiles à sa vérifiabilité et en les liant à la section « Notes et références ».
Montsalvat est un roman de Pierre Benoit paru en 1957.
L'ouvrage est dédié à Jean Cocteau.

## Résumé
L'action se déroule en 1943, lors de l'Occupation allemande. François Sevestre est un jeune professeur d'histoire médiévale à l'université de Montpellier. Il est marié à Laurence, père d'une petite fille et achève sa thèse sur les Albigeois. Un jour, il fait connaissance dans un train avec une mystérieuse et belle jeune femme. Ils s'aperçoivent tous deux qu'ils lisent le même livre sur le Graal. François apprend peu de temps après qu'elle est une de ses étudiantes et qu'elle se nomme Alcyone de Pérella. Ce nom lui rappelle immédiatement celui d'un célèbre seigneur cathare de Montségur, condamné et exécuté comme hérétique au XIIIe siècle. La jeune femme est effectivement une descendante de cette prestigieuse famille. Très vite, le couple Sevestre se lie d'amitié avec la jeune femme, même si François ressent une attirance trouble pour la jeune femme. Leurs discussions portent souvent sur le Graal, qui selon les légendes reposeraient dans le lieu mythique de Montsalvat (ou Montsalvage). Nom qui rappelle étrangement celui du château où Alcyone a grandi, Montsalvy.
Le père de Laurence est victime d'une attaque et elle est contrainte de se rendre à Pau. Pendant son absence, François accompagne Alcyone au château de Montsalvy. Le château est occupé par sa mère, une vieille amatrice de jeux et de casinos, et par une garnison de soldats allemands. Parmi eux, deux officiers sont à la recherche du Graal : le major Cassius, un antiquaire dans le civil, et le lieutenant Karlenheim, un ancien moine visiblement amoureux d'Alcyone. Ils prennent chaque jour de mystérieuses mesures dans une des salles du château, en suivant l'évolution du soleil. François se rend ensuite quelques jours à Pau pour retrouver son épouse.
L'état de son beau-père ne s'améliorant pas, François décide de faire un voyage parmi les châteaux du Languedoc. Il veut en fait suivre avec Alcyone le trajet du Graal en Europe. Il part donc en voiture avec Alcyone, entretenant avec elle une relation à la fois tendre et distante, sans jamais devenir son amant. Ils font une première étape à Montsalvy et y apprennent que le lieutenant Karlenheim a été tué par des maquisards. Il a laissé des papiers personnels pour Alcyone, fruits de ses recherches sur le Graal. Le couple poursuit sa route et s'arrête à différents endroits (Montségur, le château de Quéribus) jusqu'à arriver en Espagne. François ne donne aucune nouvelle à sa femme, mais apprend incidemment que leur fille est malade. Une nuit, à l'approche de Montserrat, ils apprennent que le major Cassius a été victime d'un grave accident de voiture. Mourant, celui-ci révèle à Alcyone qu'il a découvert le Graal et lui donne les documents qui pourront lui permettre de le retrouver.
Sur le chemin du Graal, deux victimes sont donc tombées. C'est alors que François apprend par une lettre de sa femme que sa fille vient de mourir. Accablé, il tombe malade tandis qu'Alcyone disparaît. Après deux semaines, alors qu'il est convalescent, il apprend par un courrier que sa femme demande le divorce. Il reçoit également une lettre d'Alcyone qui lui apprend le sens de leur périple. Elle lui révèle ce qu'avant de mourir son père, M. de Pérella, lui avait confié: "Le Graal, si tu as la chance de rencontrer quelque jour un être qui te paraisse digne de Lui et de toi, garde-toi de lui révéler où Il est, mais partez tous les deux pour Sa Quête." Alcyone avoue à François qu'elle l'aimait mais qu'elle a compris qu'il restait trop attaché à sa famille pour l'aimer réellement en retour. Seul peut-être l'amour du lieutenant Karlenheim était celui qu'elle attendait.
Rétabli, François retourne à Montsalvy où tout le monde ignore ce qu'est devenu Alcyone. Il suit les indications qu'elle lui a laissées dans sa lettre et actionne dans une salle du château un mécanisme qui lui découvre le Graal. Il refait alors le chemin qu'a suivi le Graal et revient en Palestine. Il finit par lancer la coupe d'émeraude dans le fleuve Jourdain et la regarde s'engloutir tandis qu'une colombe vient quelques instants près des eaux avant de disparaître à son tour.